# Kirchensatz
Kirchensatz oder Kirchsatz ist ein Rechtsbegriff alemannischen Ursprungs und wurde vom Hochmittelalter bis in die Neuzeit verwendet. 
Das aus dem Eigenkirchenwesen entstandene Patronatsrecht räumte dem Kirchherrn (Inhaber des Patronatsrechts über eine Kirche) respektive dem Kirchenpatron (so die ab dem 17. Jahrhundert übliche Bezeichnung) nebst den Pfründen unter anderem das Mitwirkungsrecht bei der Besetzung der Pfarrstelle ein, den sogenannten Kirchensatz oder Kirchsatz.
Meist war dieses Recht an ein bestimmtes Landgut (Weiler, Dorf, Stadt, Herrschaft) oder auch nur an ein Grundstück gebunden und mit diesem übertragbar. 
Der Kirchensatz ging zusammen mit den Grundstücksrechten üblicherweise an die neuen Eigentümer über, sei es als Pfand, bei einer Erbteilung/Erbfolge, beim Verkauf oder bei einer Schenkung.
Im Gegensatz zur Kollatur wurde der Kirchsatz oft von weltlichen Grundherren respektive adligen Grundbesitzern wahrgenommen.